# РТК 1
РТК 1 је телевизијска станица у склопу Радио-телевизије Косова са седиштем у Приштини. Основана је 26. новембра 1975. у тадашњој Социјалистичкој Аутономној Покрајини Косово, док данас служи као јавни медијски сервис грађана Косова и Метохије.
Након рата на Косову и Метохији и услед сложене политичке ситуације, некадашња РТС Приштина под управом Србије дефакто је престала с постојањем 1. јуна 1999. након доласка снага КФОР. Након тога, у јуну 1999. УНМИК је основала самосталну Радио-телевизију Косова (РТК), неповезану са некадашњом РТС Приштина, док од 2008. управу над РТК преузима Република Косово.

## Историја
Данашњи РТК 1 је основан неколико седмица након завршетка НАТО бомбардовања Југославије, на предлог Мисије привремене управе Уједињених нација на Косову (УНМИК) и Организације за европску безбедност и сарадњу (ОЕБС). Првобитно је финансиран доприносима међународних донатора, док је значајан допринос дао и Бернар Кушнер, тадашњи функционер УН на Косову и Метохији.
Током 2008. генерални директор Агим Затрићи подноси оставку, док је као разлог навео утицај владајуће странке на рад РТК. Ове оптужбе је касније примила к знању и Европска радиодифузна унија (ЕРУ). Челник ЕРУ Жан Ревејлон изјавио је да је „намера косовске владе да трансформише РТК у радио-телевизију некритичког мишљења која неће бити корисна грађанима”. РТК 1 емитује политичке расправе и емисије, као и седнице Скупштине Републике Косово. Након покретања друге јавне станице, РТК 2, која емитује програм на језицима мањинских народа на Косову и Метохији, РТК 1 емитује програм искључиво на албанском језику.